# Pueyo de Santa Cruz
Pueyo de Santa Cruz település Spanyolországban, Huesca tartományban. Pueyo de Santa Cruz Alfántega, Monzón és Binaced községekkel határos. Lakosainak száma 323 fő (2024).

## Népesség
A település népessége az utóbbi években az alábbiak szerint változott:
| Lakosok száma | 350  | 330  | 377  | 370  | 362  | 338  | 328  | 318  | 318  | 323  |
|               | 2001 | 2004 | 2007 | 2009 | 2012 | 2014 | 2017 | 2019 | 2022 | 2024 |